# Большая Речка (Иркутская область)
Больша́я Ре́чка — посёлок (в 1943—2024 годах — рабочий посёлок) в Иркутском районе Иркутской области России. Административный центр Большереченского муниципального образования.

## География
Посёлок находится на Байкальском тракте, на правом берегу реки Ангара (в устье реки Большая), в пределах территории Прибайкальского государственного природного национального парка, особо охранной зоне озера Байкал, на расстоянии 53 км к юго-востоку от города Иркутск, административного центра района и области.

## История
Статус посёлка городского типа — с 1943 года. 1 января 2025 года преобразован в сельский населённый пункт. 

## Население
| 1959  | 1970  | 1979  | 1989  | 2002  | 2009  | 2010  |
| ----- | ----- | ----- | ----- | ----- | ----- | ----- |
| 3661  | ↘2460 | ↘2301 | ↘2225 | ↗2431 | ↗2629 | ↘2627 |
| 2011  | 2012  | 2013  | 2014  | 2015  | 2016  | 2017  |
| ↘2624 | ↗2667 | ↗2761 | ↗2837 | ↗2893 | ↗2952 | ↘2936 |
| 2021  |       |       |       |       |       |       |
| ↘2715 |       |       |       |       |       |       |

## Улицы
| - ул. 60 лет ВЛКСМ, - ул. Ангарская, - ул. Байкальская, - ул. Береговая, - ул. Брежнева, - ул. Ватутина, - ул. Гагарина, - ул. Гаражная, - ул. Гоголя, - ул. Горького, | - ул. Ермака, - ул. Есенина, - ул. Жукова, - ул. Заречная, - ул. Калинина, - ул. Карла Маркса, - ул. Лазарева, - ул. Лазо, - ул. Ленина, - ул. Лесная, | - ул. Ломоносова, - ул. Лытина, - ул. Льва Толстого, - ул. Матросова, - ул. Мира, - ул. Молодёжная, - ул. Муравьёва, - ул. Мысовая, - ул. Набережная, - ул. Некрасова, | - ул. Октябрьская, - ул. Олега Кошевого, - ул. Победы, - ул. Постышева, - пер. Прибрежный, - ул. Пушкина, - ул. Родниковая, - ул. Рокоссовского, - ул. Сакко и Ванцетти, - ул. Северная, | - ул. Сибирская, - ул. Советская, - ул. Сосновая, - ул. Труда, - ул. Тюленина, - ул. Фурманова, - ул. Чайковского, - ул. Черемшанская, - ул. Шелехова, - пер. Южный. |

## Экономика
В посёлке действует ЗАО «Большереченское», которое занимается выращиванием пушных зверей.